# Nina Gäßler
Nina Gäßler (Ulm, 10 de enero de 1975) es una deportista alemana que compitió en remo. Ganó una medalla de oro en el Campeonato Mundial de Remo de 2004, en la prueba de scull individual ligero.

## Palmarés internacional
| Campeonato Mundial | Campeonato Mundial | Campeonato Mundial | Campeonato Mundial      |
| Año                | Lugar              | Medalla            | Prueba                  |
| ------------------ | ------------------ | ------------------ | ----------------------- |
| 2004               | Bañolas (España)   | Medalla de oro     | Scull individual ligero |